# Pierre Bergeron
Pierre Bergeron (Parijs, ca. 1580 – aldaar, ca. 1637) was een Frans magistraat en geograaf. Hij was een ideoloog van de Franse kolonisatie, zonder evenwel op het beleid te wegen. Hij redigeerde de verslagen van verschillende ontdekkingsreizigers en liet manuscripten na van zijn eigen Europese reizen, die door moderne historici worden benut.

## Leven
Pierre gaf zich uit voor een zoon van de Picardische jurist en polygraaf Nicolas Bergeron, maar in feite was hij diens neef. Zijn werkelijke ouders, Laurens Bergeron en Madeleine Quthe, dreven een groothandel in kramerswaren aan de Rue du Temple in Parijs. Hij werd gereformeerd opgevoed, maar zijn vader werd in 1569 om geloofsredenen gearresteerd en lijkt zich daarna – minstens uiterlijk – weer naar het katholicisme te hebben gevoegd.
Bergeron studeerde rechten en trouwde in 1605 met Marie Courtin. Hun eerste kind, Marie Bergeron, werd geboren in 1608. Op professioneel vlak was hij de persoonlijke secretaris van de aristocraat Bernard Potier de Blérancourt. Met de steun van deze Grand bouwde hij zijn carrière uit. Hij werd advocaat aan het Parlement van Parijs en tegen 1606 verwierf hij het ambt van raadsheer-referendaris in de kanselarij van dat gerechtshof (eerst onder Henrik IV en dan onder Lodewijk XIII). Het gaf hem een belangrijke positie in de Parijse uitgeverswereld. Formeel was hij alleen belast met het samenvatten van elk werk dat een koninklijk privilege nodig had om te verschijnen, maar in de praktijk maakte het van hem een soort bemiddelaar en censor.
In de eerste twee decennia van de 17e eeuw maakte Bergeron een zestal reizen door Europa, veelal in opdracht van Potier. Telkens liet hij een verslag na, maar tot publicatie kwam het nooit. Zijn eerste reis in 1600 ging naar Italië en Duitsland. In 1601-1603 ging hij er opnieuw heen en vergrootte hij zijn actieradius: van Napels en Messina ging het over Tirol en Beieren naar Wenen en Praag, om dan terug te keren langs Saksen en Lotharingen. In 1606 maakte hij een reis naar de Spaanse Nederlanden door de provincies Brabant, Vlaanderen, Henegouwen en Artesië. Zijn verslag met beschrijvingen van de belangrijkste steden is niet meer terug te vinden. Na een klein hiaat maakte hij in 1611-1612 een reis door Italië en Spanje. In 1617 bezocht hij de kamer van de Vereenigde Oostindische Compagnie (VOC) in Amsterdam. In 1619 reisde hij opnieuw naar de Nederlanden.
Wellicht droegen deze reizen bij aan de bewustwording van Bergeron dat Frankrijk nadeel leed door haar relatieve afzijdigheid in de Europese kolonisatie. Hij was een gallicanist die stond voor Franse eenheid rond het koninklijk gezag. Op religieus vlak hield dit in dat hij zich had bekeerd tot het staatskatholicisme. In zijn expansief-nationalistische visie had een sterk Frankrijk koloniën nodig, liefst toevertrouwd aan een commerciële chartermaatschappij met koninklijk monopolie, naar het model van de VOC.
Als ghostwriter redigeerde Bergeron reisverslagen van de ontdekkingsreizigers François Pyrard, Jean Mocquet en Vincent Le Blanc. Ook de getuigenis van de Bretoen Pierre-Olivier Malherbe tekende hij op. Telkens ging het om herwerkingen met een aanzienlijke eigen inbreng, die hij verdoezelde om de schijn van authenticiteit te wekken. Van Pyrard was in 1611 een eerste verslag verschenen, dat in de tweede editie onder redactie van Bergeron gevoelig werd uitgebreid, en nog meer in de derde uitgave van 1619. Het werd een succes, meer nog dan het verslag van Mocquet. Le Blanc vertrouwde hem in 1619 zijn geschriften toe op advies van Peiresc, maar net als Malherbe raakte hij het oneens met Bergerons werkwijze. Tijdens diens leven kwamen deze twee projecten niet tot publicatie.
Dichterlijk werk van Bergeron verscheen in de Parnasse des Poètes satyriques (1622) en in Diogenes Gallicus, sive de interventione hominis Diogeniani (1624). 
In 1629 publiceerde Bergeron zijn Traité de la Navigation, waarin hij een overzicht gaf van de grote ontdekkingsreizen sinds de 15e eeuw. Hij belichtte de successen van de Spanjaarden en de Portugezen, maar ook de Franse prestaties en speciaal de gedeeltelijke verovering van de Canarische eilanden door Jean de Béthencourt in 1402. De publicatie ging zelfs vergezeld van diens memoires, die Bergeron had herwerkt in opdracht van Galien de Béthencourt. In het Traité de la Navigation verdedigde Bergeron het idee van de Mare liberum zoals Hugo Grotius dat in 1609 naar voren had gebracht. Ook weerlegde hij punt voor punt de bezwaren die de Portugees Serafim de Freitas daartegen had ingebracht in De iusto imperio Lusitanorum asiatico (1624). Er wordt vermoed dat Grotius – die inmiddels naar Frankrijk was gevlucht – geen zin had in een internationale controverse en hij de weerlegging daarom heeft uitbesteed aan iemand uit zijn kring, de minder bekende maar juridisch onderlegde Bergeron. De twee hebben elkaar in 1623 ontmoet in het kasteel van Balagny.
Bergerons anti-Iberische houding maakte hem niet blind voor het feit dat de Franse pogingen om de maritieme posities van Spanje en Portugal te beconcurreren falikant waren afgelopen. Ook kreeg hij geen gehoor bij kardinaal Richelieu. Op korte termijn gaf hij daarom de voorkeur aan kolonisering op land, en wel in Tartarije. Dit werd het onderwerp van een nieuwe dubbelpublicatie: in 1634 verscheen zijn Traité des Tartares en het complement ervan, een verzameling reisverslagen van middeleeuwse landreizigers naar de Oost die hij betrouwbaar achtte (Willem van Rubroeck, Giovanni da Pian del Carpine en Ascelin van Cremona). Volgens hem was de landweg in de gegeven omstandigheden de meest doeltreffende manier voor Frankrijk om aan Oosterse specerijen te raken zonder van andere Europese mogendheden af te hangen. Het beleid heeft ook deze suggestie van hem in de wind geslagen, maar als kamergeleerde is hij er toch in geslaagd een zeer gedegen synthese af te leveren, die het vertrekpunt werd voor de verdere bestudering van het Mongoolse rijk in Europa.
Waarschijnlijk stierf Bergeron in 1637. Postuum verscheen nog werk van hem, in het bijzonder de memoires van Vincent Le Blanc (verder bewerkt door de jezuïet Louis Coulon). Andere manuscripten bleven ongepubliceerd. Van die laatste is een deel verloren, terwijl andere moderne uitgaven kregen.

## Publicaties
- Voyage de François Pyrard de Laval, contenant sa navigation aux Indes Orientales, aux Moluques & au Brésil (1615, herziene uitgave 1619)
- Les Voyages en Afrique, Asie, Indes Orientales et Occidentales fait par Jean Mocquet (1617)
- Geographia nubiensis (1619)
- Histoire de la première descouverte et conqueste des Canaries, faite dès l'an 1402 par messire Jean de Béthencourt, chambellan du roi Charles VI. Plus un traicté de la navigation et des voyages de descouverte et conqueste modernes et principalement des François (1630)
- Relation des voyages en Tartarie de Fr. Guillaume de Rubruquis, Fr. Jean du Plan Carpin, Fr. Ascelin, et autres religieux de Saint-François et Saint-Dominique, qui y furent envoyés par le pape Innocent IV et le roi Saint-Louis. Plus un Traité des Tartares, de leur origine, mœurs, religion, conquêtes, empire, chams kans, hordes diverses et changements jusqu'aujourd'hui avec un abrégé de l'histoire des Sarrasins et mahométans, de leur pays, peuples, religion, guerres; suite de leurs califes, rois, soudans, et de leurs divers empires et États établis par le monde (1634)
- Voyages fameux du sieur Vincent Le Blanc, Marseillais, dans les quatre parties du monde (1648), met Louis Coulon
- Voyages faits principalement en Asie dans les XII, XIII, XIV, et XV siècles, par Benjamin de Tudele, Jean du Plan-Carpin, N. Ascelin, Guillaume de Rubruquis, Marc Paul Venitien, Haiton, Jean de Mandeville, et Ambroise Contarini. Accompagnés de l'histoire des Sarasins et des Tartares, et precedez d'une introduction concernant les voyages et les nouvelles découvertes des principaux voyageurs (1735)

## Manuscripten
- Voyages de Bergeron en France, Italie, Allemagne et Espagne, de 1601 à 1612 (Parijs, BnF, ms. fr. 5560)
- Voyage de Bergeron en Allemagne et en Italie, en 1600 (Parijs, BnF, ms. fr. 5562)
- Itinéraire germano-belgique contenant un voiage du sr Bergeron par la Champaigne, Lorraine, Alsace, Strasbourg, Palatinat ou Heidelberg, Francfort, et le long du Rhin depuis Maience jusqu'à Nimègue, Hollande, Zélande, Flandres, Brabant, Hainaut, Picardie, en l'an 1617 (Parijs, BnF, ms. fr. 24908)
- Voyage de Bergeron ès Ardennes, Liège & Pays-Bas en 1619 (Parijs, BnF, ms. fr. 12113)
- Notities over de Canarische eilanden (Parijs, BnF, ms. fr. 13629)

## Moderne uitgaven
- Voyages de Benjamin de Tudelle autour du monde commencé l'an 1173, de Jean du Plan Carpin en Tartarie, du frère Ascelin et de ses compagnons vers la Tartarie, de Guillaume de Rubruquin en Tartarie et en Chine en 1253, suivis des additions de Vincent de Beauvais et de l'histoire de Guillaume de Nangis pour l'éclaircissement des précédents voyages, Parijs, 1830
- Henri Michelant (red.), Voyage de Bergeron ès Ardennes, Liège & Pays-Bas en 1619, Luik, 1875
- Luigi Monga (red.), Voyages en Italie (1603-1612), Genève, Slatkine, 2005

## Voetnoten
1. ↑  De fictie van de directe afstamming werd in het bijzonder uitgedragen door Antoine Loisel in zijn Dialogue des avocats (1602), naar alle waarschijnlijkheid gebaseerd op de voorstelling door de betrokkene zelf. Ook recente naslagwerken gingen er nog vaak in mee, tot Grégoire Holtz de toedracht aan het licht bracht in zijn doctoraal proefschrift: Pierre Bergeron et l'écriture du voyage à la fin de la Renaissance (Les récits de Jean Mocquet, François Pyrard de Laval et Vincent Le Blanc), Université de Paris IV Sorbonne, 2006.
2. ↑  Claire Jowitt, Richard Hakluyt and Travel Writing in Early Modern Europe, 2016
3. 1 2  Chochoy 2022, p. 107
4. ↑  M. Gachard, La Bibliothèque nationale à Paris. Notices et extraits. Les manuscrits qui concernent l'histoire de Belgique, vol. 1, 1875, p. 243-244
5. ↑  Holtz 2010, p. 331
6. ↑  Holtz 2010, p. 326
7. ↑  Holtz 2010, p. 324
8. ↑  Chochoy 2022, p. 108
9. ↑  Chochoy 2022, p. 124

- Bibsys: 2034626
- Bibliothèque nationale de France: cb12205912g (data)
- Catàleg d'autoritats de noms i títols de Catalunya: 981058508508306706
- Gemeinsame Normdatei: 1014563968
- International Standard Name Identifier: 0000 0001 2320 5330
- Library of Congress Control Number: n91054436
- Nationale Bibliotheek van Tsjechië: jn20000700154
- Nationale Bibliotheek van Israël: 987007278151705171
- Nederlandse Thesaurus van Auteursnamen: 173550436
- Système universitaire de documentation: 030694434
- Virtual International Authority File: 39581350
- WorldCat: E39PBJfGYdfvXJGR7YWdTgWv73